# José Luis Álvarez y Álvarez
José Luis Álvarez y Álvarez   (Madrid, 4 d'abril de 1930 - Cartagena, 23 d'agost de 2023) fou un notari i polític espanyol, que fou alcalde de Madrid entre 1978 i 1979 així com diverses vegades ministre en els governs de la UCD.

## Biografia
Va néixer el 1930 a la ciutat de Madrid, on va estudiar dret a la Universitat Complutense de Madrid. Va ingressar al Cos de Funcionaris de l'Estat esdevenint notari.

## Activitat política
Membre de la Unió de Centre Democràtic (UCD), l'any 1978 va esdevenir alcalde de la ciutat de Madrid, càrrec que va ocupar fins al 1979.
En les eleccions generals de 1979 fou escollit diputat al Congrés en representació de la província de Madrid, i en la remodelació del govern realitzada el 3 de maig de 1980 per part d'Adolfo Suárez fou nomenat Ministre de Transports i Comunicacions, sent confirmat a l'ascens de Leopoldo Calvo-Sotelo. Posteriorment el maig desembre de 1981 fou nomenat Ministre d'Agricultura, càrrec que va desenvolupar fins al setembre de 1982.
Afiliat posteriorment a Aliança Popular (AP), fou elegit diputat per Madrid en les eleccions generals de 1982. Membre del "Grup Tácito", participà en la refundació d'AP per a esdevenir Partit Popular (PP), partit del qual en fou Secretari General.